# Episodi di Aliens in America
La prima ed unica stagione della serie televisiva Aliens in America è stata trasmessa negli Stati Uniti d'America dal 1º ottobre 2007 al 18 maggio 2008 su The CW.
In Italia la stagione è stata trasmessa dal 21 gennaio al 28 ottobre 2008 su Joi.
| nº | Titolo originale           | Titolo italiano      | Prima TV USA     | Prima TV Italia  |
| -- | -------------------------- | -------------------- | ---------------- | ---------------- |
| 1  | Pilot                      | Da un altro mondo    | 1º ottobre 2007  | 21 gennaio 2008  |
| 2  | No Man is an Island        | Nessuno è un'isola   | 8 ottobre 2007   | 22 gennaio 2008  |
| 3  | Rocket Club                | Rocket Club          | 15 ottobre 2007  | 23 gennaio 2008  |
| 4  | The Metamorphosis          | La metamorfosi       | 22 ottobre 2007  | 24 gennaio 2008  |
| 5  | Help Wanted                | Cercasi aiutante     | 29 ottobre 2007  | 25 gennaio 2008  |
| 6  | Homecoming                 | La parata            | 5 novembre 2007  | 28 gennaio 2008  |
| 7  | Purple Heart               | Cuore di porpora     | 12 novembre 2007 | 29 gennaio 2008  |
| 8  | My Musky, Myself           | Un costume infernale | 19 novembre 2007 | 30 gennaio 2008  |
| 9  | Junior Prank               | Scherzo della natura | 26 novembre 2007 | 31 gennaio 2008  |
| 10 | Church                     | Tutti in chiesa      | 10 dicembre 2007 | 1º febbraio 2008 |
| 11 | Mom's Coma                 | Mamma in coma        | 2 marzo 2008     | 22 maggio 2008   |
| 12 | Hunting                    | La caccia            | 9 marzo 2008     | 22 maggio 2008   |
| 13 | Community Theater          | Teatro comunale      | 16 marzo 2008    | 23 maggio 2008   |
| 14 | One Hundred Thousand Miles | Centomila miglia     | 23 marzo 2008    | 23 maggio 2008   |
| 15 | The Muslim Card            | Il corso di spagnolo | 27 aprile 2008   | 23 ottobre 2008  |
| 16 | Smutty Books               | I libri proibiti     | 4 maggio 2008    | 24 ottobre 2008  |
| 17 | Wake at the Lake           | La veglia al lago    | 11 maggio 2008   | 27 ottobre 2008  |
| 18 | Raja Sixteen               | Il primo amore       | 18 maggio 2008   | 28 ottobre 2008  |